# Valkyrie III
Le yacht Valkyrie III était, lors de la coupe de l'America 1895, le challenger britannique opposé au defender américain Defender.

## Construction

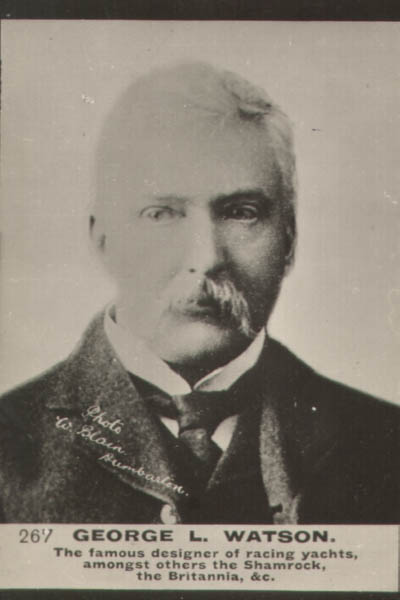
L'architecte naval George Lennox Watson

Les plans du Valkyrie III ont été dessinés par l’architecte naval George Lennox Watson en 1893 à la suite de la demande de Lord Dunraven, Lord Londsale, Lord Wolverton et du capitaine Henry McCalmont du Royal Yacht Squadron. La construction a été réalisée par les chantiers D. and W. Henderson and Company à Partick. Il possède une armature en métal, une coque en teck et en orme et un pont en pin.

## Carrière

Guidon du RYS

Le Valkyrie III est lancé le 27 mai 1895. Il réalise quelques courses préparatoires, notamment face au Britannia avant de traverser l'Atlantique pour préparer la neuvième coupe de l'America.
Lors de la compétition, barré par William Cranfield, il est battu par le Defender 3 manches à 0. Une importante polémique éclata à la suite de déclarations de Lord Dunraven accusant les américains de tricherie. À la suite de cette deuxième défaite en coupe de l'America, Lord Dunraven abandonna le yachting. Sir Thomas Lipton lui succéda dans les compétitions suivantes pour tenter de ramener l'aiguière au Royaume-Uni.
Après la compétition, le voilier resta inactif quelques années avant d'être rénové pour servir de partenaire d'entrainement pour Shamrock. Il fut détruit en 1901.